# 7e bataillon de parachutistes vietnamiens
Pour les articles homonymes, voir 7e bataillon.
Le 7e bataillon de parachutistes vietnamiens  (ou 7e BPVN ou encore 7e Bawouan) est une unité parachutiste de l'Armée de terre vietnamienne, constituée le 1er septembre 1953 à Hanoi en Indochine.

## Création et différentes dénominations
Il est formé à partir du transfert des cadres européens non rapatriables du 3e bataillon de parachutistes coloniaux dissous la veille.
C'est l'un des cinq bataillons de parachutistes vietnamiens créés entre 1951 et 1954 (avec les 1er, 3e, 5e et 6e BPVN), à la suite de la politique de De Lattre de Tassigny visant à la création d'une armée vietnamienne.

## Chefs de corps
- Capitaine Lehmann : 1er septembre 1953 au 30 avril 1954
- Chef de bataillon de Pins : 1er mai 1954

## Sources et bibliographie
- Collectif, Histoire des parachutistes français, Société de Production Littéraire, 1975.
- Pierre Dufour, Para au 3, Éditions du Fer à Marquer, 1989